# Marcel-Paul Schützenberger
Pour les articles homonymes, voir Schutzenberger.
Marcel-Paul Schützenberger, né le 24 octobre 1920 à Paris et mort le 29 juillet 1996 dans la même ville, est un scientifique français, dont les recherches ont d'abord porté sur la médecine et la biologie, mais surtout connu pour ses travaux en mathématiques, en informatique théorique et en combinatoire. Il est le fondateur de la combinatoire des mots et un pionnier de la théorie des codes en longueur variable. Il a joué un rôle déterminant dans la création de l'informatique théorique en France, comme en témoigne le nombre de ses disciples,.

## Biographie
Pendant la deuxième Guerre mondiale,  Marcel-Paul Schützenberger œuvre dans la résistance. À la fin de la guerre, il est un proche collaborateur de Charles Tillon et membre de son cabinet ministériel. En 1948, il épouse Anne Ancelin Schützenberger ; ils divorcent quelques années plus tard.
Marcel-Paul Schützenberger obtient un doctorat en médecine en 1949. De 1948 à 1953, il est attaché de recherches, puis chargé de recherches à l'Institut national d'hygiène, et il est assistant de consultation au Centre de génétique de l'Hôpital Saint-Louis de 1948 à 1954. Durant cette période, il développe et applique des méthodes statistiques à l'analyse de divers problèmes médicaux. Il collabore à la rédaction de deux des livres de la collection  Monographie de l'Institut national d'hygiène ; sous la direction de Pierre Florent Denoix. Entre 1951 et 1954, il est biostatisticien consultant à l'Organisation mondiale de la santé (OMS). Il enseigne la statistique mathématique, et les mathématiques appliquées à la biologie, à Poitiers, à Paris, à Nancy, entre 1950 et 1955. En 1953, l'OMS l'envoie en Indonésie dans le cadre d’une mission pour lutter contre le pian, une maladie infectieuse chronique des pays tropicaux. Il y rencontre sa seconde épouse Hariati Soerosoegondo.
Il soutient en 1953 une thèse en mathématiques intitulée Contributions aux applications statistiques de la théorie de l'information. À partir de 1953, Schützenberger est chercheur au CNRS pendant trois ans. Il travaille en théorie des demi-groupes, commence ses travaux en théorie des codes, publie en théorie des automates.
En 1956, il est invité au Research Laboratory of Electronics du Massachusetts Institute of Technology, où Shannon séjourne comme professeur invité. Il effectue de nombreux autres séjours aux États-Unis, au MIT durant les étés 1959, 1961, 1970, à l'université de Caroline du Nord en 1960-1961, à l'université Harvard en 1961-1962. Il est à l'université de Pennsylvanie au printemps 1963, à l'université de Californie à Berkeley au printemps 1967. Il est consultant à l'IBM Research Center durant l'été 1962, et à la RAND Corporation en été 1966.
En 1957, Schützenberger est nommé professeur à l'université de Poitiers, où il enseigne notamment la statistique, de 1957 à 1963. C'est la période où il développe la théorie des codes et la théorie algébrique des langages formels, basée sur les séries formelles en variables non commutatives. Durant l'année 1961-62, il est enseignant à la Faculté de médecine de Harvard. Il retourne au CNRS durant l'année 1963-64 comme directeur de recherches à l'Institut Blaise Pascal. En 1964, il est nommé professeur à la Faculté des sciences de Paris, puis, après la création des universités parisiennes, à l'université Paris-VII en 1970. Schützenberger est consultant à la direction scientifique de l'OMS de 1969 à 1980. Il est directeur scientifique à l'IRIA (ancien nom de l'INRIA) de 1968 à 1972.
En 1979, Schützenberger est élu correspondant de l'Académie des sciences. Il en est élu membre en 1988.
Ami de Boris Vian, il a inspiré le personnage du docteur Schutz, héros du roman Et on tuera tous les affreux. Proche de Raymond Queneau, il a été invité d'honneur de l'Oulipo en 1963.

## Œuvres scientifiques
Il est, avec Noam Chomsky, un pionnier de la théorie des langages. Ses travaux ont porté sur la théorie des demi-groupes, sur la théorie algébrique des codes en longueur variable, la théorie des automates finis, les séries formelles en variables non commutatives, les transductions rationnelles. Il est l'un des fondateurs de la combinatoire des mots.
Il est un des créateurs de la combinatoire du monoïde plaxique, de son emploi dans les tableaux de Young, et de ses applications dans l'étude du groupe symétrique.

### Théorie des demi-groupes
En algèbre, en théorie des demi-groupes, un groupe de Schützenberger est un groupe associé à une classe de la relation de Green H. Les groupes de Schützenberger associés à des H-classes différentes sont différentes, mais les groupes des H-classes d'une même D-classe sont isomorphes. De plus, si une H-classe est un groupe, le groupe de Schützenberger de cette H-classe est isomorphe à la H-classe elle-même. En fait, il y a deux groupes de Schützenberger associés à une H-classe, et ils sont anti-isomorphes (en).
Les groupes de Schützenberger ont été découverts par Schützenberger en 1957.
La terminologie apparaît dans le livre d'Alfred H. Clifford et Gordon B. Preston.

### Théorie des langages formels
Le théorème de Chomsky-Schützenberger affirme que pour tout langage algébrique {\displaystyle L}, il existe un langage de Dyck {\displaystyle D}, un langage rationnel {\displaystyle K} et un morphisme alphabétique {\displaystyle \varphi }  (c'est-à-dire tel que l'image d'une lettre est une lettre ou le mot vide) tels que
{\displaystyle L=\varphi (D\cap K)}
Ce théorème signifie que les langages de Dyck sont les langages algébriques les plus « typiques ». Schützenberger introduit également, dans un autre article, les automates à pile.

### Séries formelles en variables non commutatives
Une série formelle sur un alphabet {\displaystyle A} à coefficients dans un demi-anneau (ou semi-anneau) {\displaystyle K} est une application {\displaystyle S} du monoïde libre {\displaystyle A^{*}} dans {\displaystyle K}. La valeur de {\displaystyle S} pour un mot {\displaystyle w} est notée {\displaystyle (S,w)} et la série elle-même est écrite
{\displaystyle S=\sum _{w\in A^{*}}(S,w)\,w}.
Dans une série d'articles parus dans les années 1960, Schützenberger développe une théorie des séries non commutatives rationnelles et algébriques qui étend et approfondit la théorie des langages formels. L'introduction de l'algèbre linéaire permet d'une part de quantifier l'ambiguïté dans les langages algébriques, et d'autre part d'obtenir des preuves algébriques. La théorie des séries rationnelles en une variable s'étend de manière remarquable aux séries rationnelles en plusieurs variables. Une série {\displaystyle S} est rationnelle si elle est obtenue à partir des polynômes par un nombre fini d'opérations d'addition, de multiplication et d'étoiles de Kleene (pourvu que le terme constant de la série soit nul) :
{\displaystyle S^{*}=\sum _{n\geq 0}S^{n}}.
Une représentation linéaire d'ordre {\displaystyle N} est un triplet {\displaystyle \rho =(\lambda ,\mu ,\gamma )}, où 
{\displaystyle \lambda \in K^{1\times N}}, {\displaystyle \mu :A^{*}\to K^{N\times N}} est un morphisme et {\displaystyle \gamma \in K^{N\times 1}}. La représentation reconnaît une série {\displaystyle S} si {\displaystyle (S,w)=\lambda \mu (w)\gamma } pour tout mot {\displaystyle w}. Une représentation linéaire est une extension des automates finis usuels, parfois appelée automate pondéré. Une série {\displaystyle S} est reconnaissable s'il existe une représentation linéaire qui la reconnaît.
Une série est algébrique si elle est une composante d'une solution d'un système fini d'équations polynomiales.
La théorie des séries algébriques est à la base de nombreux résultats de dénombrements d'objets combinatoire.
Parmi les résultats de Schützenberger les plus connus, il y a :
- Théorème de Kleene-Schützenberger : Pour tout semi-anneau {\displaystyle K} et tout alphabet fini {\displaystyle A}, il y a égalité entre les séries rationnelles et les séries reconnaissables sur {\displaystyle A} à coefficients dans {\displaystyle K} ;
- Théorème de Jungen-Schützenberger : Pour tout semi-anneau {\displaystyle K} commutatif et tout alphabet fini {\displaystyle A}, le produit de Hadamard d'une série algébrique et d'une série rationnelle est encore une série algébrique.

### Langages rationnels sans étoile
Un langage rationnel est sans étoile (star-free language en anglais) s'il peut être obtenu à partir des lettres d'un alphabet et de l'ensemble vide, par un ensemble fini d'opérations booléennes et de concaténations, mais sans l'opération étoile. 
Par exemple, le langage des mots sur l'alphabet {\displaystyle \{a,\,b\}} qui ne contiennent pas deux lettres {\displaystyle a} consécutives est sans étoile. En effet, c'est ensemble est défini par {\displaystyle (\emptyset ^{c}aa\emptyset ^{c})^{c}}, où {\displaystyle X^{c}} dénote le complément d'une partie {\displaystyle X} de {\displaystyle \{a,\,b\}^{*}}.
Schützenberger a caractérisé les langages sans étoile comme les langages dont le monoïde syntaxique est fini et apériodique. 
Ce résultat est le point de départ de la théorie des variétés des langages formels.
Les langages sans étoile possèdent d'autres caractérisations. Ce sont les langages définissables dans la logique monadique du premier ordre avec l'opération d'ordre, notée FO[<].
Ce sont également les langages acceptés par les automates sans compteurs et comme langages définissables en logique temporelle linéaire.

### Combinatoire du groupe symétrique
La correspondance de Robinson-Schensted établit une bijection entre le groupe symétrique et les paires (P,Q) de tableaux de Young. On doit à Schützenberger la description de nombreuses propriétés de la construction de Schensted. Schützenberger a aussi introduit un algorithme en apparence très simple, le jeu de taquin, qui donne en particulier un moyen de construire le tableau P associé à une permutation.

## Distinctions
- Membre de l'Académie des sciences.
- Membre de l'Académie américaine des arts et des sciences.
- Prix Peano 2001 (à titre posthume) pour le livre Triangle de pensées, avec Alain Connes et André Lichnerowicz[16],[17], décerné par l'Associazione Subalpina Mathesis.

## Famille
Marcel-Paul Schützenberger, dit Marco, est le fils du psychiatre Pierre Schützenberger et le petit-fils de l'ingénieur Léon Schützenberger.
Son arrière-grand-père, le chimiste Paul Schützenberger, a fondé l'École supérieure de physique et de chimie industrielles de la ville de Paris (ESPCI) en 1882.
Le frère de Marco est le compositeur Jean-Paul Schützenberger.
Marco a une fille, Hélène Schützenberger, avec sa première épouse, la psychologue Anne Ancelin Schützenberger, et un fils, Mahar Schützenberger, avec sa seconde épouse, Hariati Soerosoegondo.
Mahar, né le 22 janvier 1957 à Cambridge (Massachusetts) et meurt le 29 mars 1980 dans un accident près de Paris. Un prix a été créé pour « récompense[r] les travaux des chercheurs indonésiens préparant leur thèse de doctorat en France ». La famille indonésienne de Mahar a créé une association en son hommage, « Yayasan Mahargijono Schützenberger Indonesia », centrée sur l'éducation au niveau primaire.

## Publications
Les travaux de Marcel-Paul Schützenberger sont publiés sur le site qui lui est dédié.
- Théorie géométrique des polynômes eulériens. avec Dominique Foata, Berlin, Heidelberg, New York, Springer, 1970. (OCLC 249981596)
- Triangle de pensées, avec Alain Connes et André Lichnerowicz, Paris, O. Jacob ; Saint-Gély du Fesc : Espace 34, 2000.  (ISBN 9782738107626)
- Les failles du darwinisme, La Recherche, no 283, janvier 1996
- Œuvres complètes, éditées par Jean Berstel, Alain Lascoux et Dominique Perrin, Institut Gaspard-Monge, Université Paris-Est, 2009. (OCLC 690381304)